# Mirtha Vásquez
Mirtha Esther Vásquez Chuquilín (Cajamarca, 31 de março de 1975) é uma professora, advogada e política peruana. Atuou como presidente do Conselho de Ministros do Peru no Governo de Pedro Castillo entre 6 de outubro de 2021 e 31 de janeiro de 2022. Antes disso, foi deputada do Peru, durante o período parlamentar de 2020-2021, e ocupou o cargo de presidente interina do Congresso a partir de novembro de 2020 a julho de 2021.

## Biografia
Nasceu em Cajamarca em 31 de março de 1975. Formou-se em Direito pela Universidade Nacional de Cajamarca e fez mestrado em Gestão Social pela Pontifícia Universidade Católica do Peru.
Foi professora da Universidade Nacional de Cajamarca entre 2009 e 2019. Foi advogada e secretária executiva da Grufides entre 2003 e 2019. Também foi advogada na Asociación Pro Derechos Humanos (APRODEH) entre 2018 e 2019 e foi membro do Conselho de Administração da Coordinadora Nacional de Derechos Humanos. Além disso, foi colunista do Noticias SER.

## Carreira política
Antes de ser deputado da república, Vásquez era conhecida por defender o caso da camponesa Máxima Acuña contra a mineradora Compañía de Minas Buenaventura. Para a defesa de algumas lagoas, uma ação de proteção ambiental conhecida nacional e internacionalmente.

### Deputada e presidente do Congresso
Nas eleições parlamentares extraordinárias de 2020, Vásquez foi eleita deputada com 12.687 votos para representar o departamento de Cajamarca no período parlamentar 2020-2021 do Congresso da República do Peru.
Ela foi um dos 12 parlamentares que apresentaram sua Declaração de Interesse à Controladoria-Geral da República do Peru, e até mesmo instou seus colegas a fazê-lo porque era importante, necessário e "saudável". Em abril de 2020, Vásquez foi eleita por unanimidade presidente da Comissão de Inclusão Social e Pessoas com Deficiência do Congresso. Ela se comprometeu a trabalhar para as pessoas em situação de pobreza afetadas pela crise de saúde causada pela pandemia de COVID-19. Além disso, Vasquez foi vice-presidente da Comissão de Ética Parlamentar instalada em junho de 2020.
Vásquez rejeitou a eliminação da imunidade parlamentar por considerar que ela só deveria ser reformada.  propôs um projeto de lei para eliminar o financiamento de empresas em campanhas políticas porque, segundo ela, permitiria “reduzir os incentivos e o risco de que a captura econômica do poder político se concretize como o que aconteceu no caso Lava Jato." Ela apresentou um projeto de lei que visava modificar o artigo 149 da Constituição Política do Peru para fortalecer o trabalho das rondas campesinas no Peru e gerar "mecanismos legais de proteção contra a criminalização que sofrem há vários anos". Vásquez propôs declarar o Peru uma emergência alimentar por meio de um projeto de lei que buscava, entre outros, apoiar os potes comuns e a agricultura familiar.
Em setembro de 2020, Vásquez foi denunciada pelo colega deputado Robinson Gupioc Ríos por solicitar que a votação que encerrou o caso do deputado José Luna Morales fosse reconsiderada na Comissão Parlamentar de Ética.
Vásquez foi uma dos 19 parlamentares que votaram contra o impeachment contra Martín Vizcarra. Considerou que não era a forma de tratar as denúncias de Vizcarra por alegados atos de corrupção, nem a "saída mais eficiente" da crise política porque a vaga poderia ser aproveitada por "grupos políticos altamente questionados" que assumiriam o poder.
Após a renúncia de Manuel Merino à presidência da república, foi eleita primeira vice-presidente do Congresso no quadro da lista encabeçada por Francisco Sagasti. E, quando Sagasti foi empossada como o novo chefe de estado, ela assumiu a presidência do Congresso por um período interino, para completar a legislatura de 2020-2021.

### Presidente do Conselho de Ministros
Vásquez foi nomeada presidente do Conselho de Ministros em 6 de outubro de 2021, após a renúncia de Guido Bellido, solicitada pelo presidente Pedro Castillo. Junto com Guido Bellido, sete dos dezenove ministros do Conselho renunciaram.
O gabinete liderado por Vásquez tinha cinco mulheres em vez das duas que tinha o partido liderado por Bellido. A bancada do Peru Livre foi contra as mudanças ministeriais e as descreveu como uma "traição a todas as maiorias"; seu porta-voz, Waldemar Cerrón, disse que eles não apoiariam o gabinete de Vásquez, mas que não seriam obstrucionistas e continuariam "trabalhando pelo bem do país".
Renunciou em 31 de janeiro de 2022, precipitando uma remodelação do gabinete por Castillo.